# Zastava Zelenortske Republike
Zastava Zelenortske Republike usvojena je 22. rujna 1992., kad su neuspješno završili pregovori o uniji s Gvinejom Bisau.
10 zvijezda predstavlja 10 otoka, plava boja ocean i more, a bijela put prema izgradnji naroda. Pojedinačno plava znači trud, a bijela mir.